# Seat 1500
Der Seat 1500 war ein Pkw der oberen Mittelklasse des spanischen Automobilherstellers Seat. 
Er löste den Seat 1400 C ab und wurde ab Ende 1963 angeboten. Das Fahrzeug war mit einem Reihen-Vierzylinder-Ottomotor mit 1481 cm³ ausgestattet, der 80 CUNA-PS (59 kW) entwickelte. Seine Höchstgeschwindigkeit betrug 145 km/h. Damit entsprach er dem italienischen Vorbild Fiat 1500 L. 

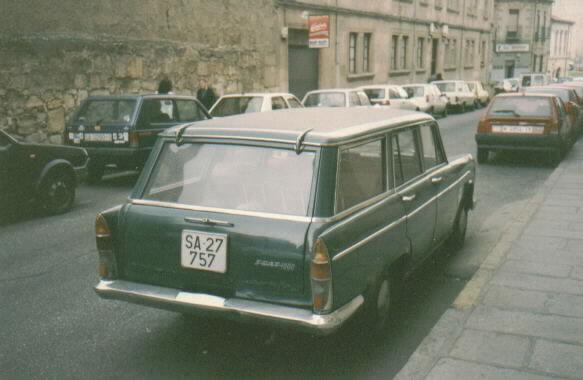
Seat 1500 Familiar

Wie beim Fiat gab es auch vom Seat einen fünftürigen Kombi (Familiar). Dazu bot Seat auch wieder einen Pick-up an. Der Karossier ONECA stellte eine sechssitzige Pullman-Version her.
Anfang 1969 erhielt der Wagen die Front des mit Sechszylinder-Motor ausgerüsteten Fiat 2300 mit Doppelscheinwerfern und wurde wahlweise als erster spanischer PKW mit einem Dieselmotor unter dem Namen Seat 1500 Diesel 2000 angeboten. Dieser Motor wurde von Daimler-Benz (DB Bezeichnung 636) zugekauft und entsprach dem des Mercedes-Benz 200 D. Der ebenfalls mit vier Zylindern ausgestattete Reihenmotor entwickelte aus 1988 cm³ Hubraum eine Leistung von 54 SAE-PS. Die Höchstgeschwindigkeit wurde mit 120 km/h angegeben.
Ende 1972 wurde der Seat 1500 zugunsten des Nachfolgers Seat 132 eingestellt.